# Symfonie nr. 2 (Beethoven)
Ludwig van Beethoven schreef zijn 2e Symfonie in de jaren 1801 en 1802. Hij dirigeerde zelf de première, deze keer in het Theater an der Wien.

## Bezetting
De symfonie is gecomponeerd voor 2 fluiten, 2 hobo's, 2 klarinetten in A, 2 fagotten, 2 hoorns in D en E, 2 trompetten in D, pauken en strijkers. Beethoven schreef ook een transcriptie van de volledige symfonie voor pianotrio.

## De delen
1. Adagio molto - allegro con brio

2. Larghetto

3. Scherzo (allegro)

4. Allegro molto

1 in C · 2 in D · 3 in Es (Eroica) · 4 in Bes · 5 in c (Noodlot) · 6 in F (Pastorale) · 7 in A · 8 in F · 9 in d (Koorsymfonie)

Hypothetisch: Nr. 10 in Es